# Негара
Негара (малайск. Masjid Negara) — национальная малайзийская мечеть Куала-Лумпура, построенная в 1965 году. Главный зал мечети вмещает 8 тыс. человек и особенно заполнен по пятницам. Комплекс мечети состоит из ребристого звездообразного купола и минарета высотой 73 м. Ошибочно предполагают, что восемнадцать углов купола символизируют 13 штатов Малайзии и «5 столпов ислама». Но в действительности углов купола 16, и они ничего не символизируют.

## История
После того как в 1957 году Малайзия получила независимость от Великобритании, новое правительство стало активно осуществлять программы развития в областях экономики, социальной сферы и архитектуры. Программы развития должны были показать новую прогрессивную культуру Малайзии и достижения демократии. В 1957 г. возникла идея построить национальную мечеть, которая должна была стать символом независимости страны. В марте 1958 было решено назвать мечеть Масджид Тунку Абдуррахман Путра Эль-Хадж в честь Янга Терамата Мулия Абдуррахман Путра Эль-Хаджа, но он отказался и предложил назвал её мечетью Негара в благодарность за мирную независимость страны без кровопролития.
В 1987 мечеть была реконструирована и розовая крыша мечети стала сине-зеленой. Сегодня мечеть Негара продолжает стоять гладкий и элегантный против горизонта Куала-Лумпура. Его уникальный современный проект воплощает современное выражение традиционного Исламского художественного писания и украшения. Около мечети находится мавзолей Макам Пахлаван, в котором погребены малайзийские политические деятели.